# Csikvánd
Csikvánd est un village et une commune du comitat de Győr-Moson-Sopron en Hongrie.

## Personnalités liées à la commune
- l'écrivaine Agota Kristof est née le 30 octobre 1935 à Csikvánd.